# Lamiyə Vəliyeva
Lamiyə Rövşən qızı Vəliyeva, auch Lamiya Valiyeva (* 5. April 2002) ist eine aserbaidschanische Leichtathletin, die sich auf den Sprint spezialisiert hat. Aktuell ist sie Inhaberin des Landesrekordes im 400-Meter-Lauf.

## Sportliche Laufbahn
Erste internationale Erfahrungen sammelte Lamiyə Vəliyeva beim Europäischen Olympischen Jugendfestival (EYOF) 2017 in Győr, bei dem sie mit 25,68 s in der ersten Runde im 200-Meter-Lauf ausschied und mit der aserbaidschanischen 4-mal-100-Meter-Staffel mit 48,62 s den Finaleinzug verpasste. Im Jahr darauf schied sie bei den U18-Europameisterschaften ebendort mit 25,27 s im Vorlauf über 200 Meter aus und 2019 gelangte sie bei den Balkan-Hallenmeisterschaften in Istanbul mit 59,04 s auf den fünften Platz im B-Lauf über 400 Meter gelangte. Im Juli belegte sie bei den U18-Balkan-Meisterschaften ebendort in 58,05 s den siebten Platz im 400-Meter-Lauf und anschließend kam sie beim EYOF in Baku mit 25,06 s nicht über die Vorrunde über 200 Meter hinaus und verpasste mit der Sprintstaffel (1000 Meter) mit 2:20,66 min den Finaleinzug. Im Jahr darauf wurde sie bei den U20-Balkan-Hallenmeisterschaften in Istanbul in 57,71 s Erste im C-Lauf über 400 Meter und 2021 gewann sie bei den U20-Balkan-Meisterschaften ebendort in 24,49 s die Silbermedaille über 200 Meter und wurde in 56,50 s Erste im B-Lauf über 400 Meter. Anschließend schied sie bei den Balkan-Meisterschaften in Smederevo mit 12,07 s nicht über die Vorrunde im 100-Meter-Lauf hinaus und gelangte über 200 Meter mit 23,9 s auf Rang drei im B-Lauf.
2023 wurde sie bei der 3. Liga der Team-Europameisterschaft im Rahmen der Europaspiele in Chorzów in 55,79 s Fünfte über 400 Meter und erreichte mit der Mixed-Staffel über 4-mal 400 Meter mit 3:31,55 min Rang zwei im B-Lauf. Anschließend schied sie bei den World University Games mit 54,83 s im Halbfinale aus. Im Jahr darauf belegte sie bei den Balkan-Hallenmeisterschaften in Istanbul mit neuem Landesrekord von 56,14 s den siebten Platz über 400 Meter. Im August wurde sie in der Endrunde der Sommer-Paralympics in Paris mit einer Zeit von 11,76 s über 100 Meter zum zweiten Mal Paralympische Siegerin. Zudem stellte sie mit diesem Ergebnis einen neuen Weltrekord auf, indem sie Leyla Acametova, die 2016 in Rio mit 11,79 Sekunden den bisherigen Rekord gehalten hatte, übertraf. 2025 belegte sie bei den Balkan-Hallenmeisterschaften in Belgrad in 55,92 s Siebte über 400 Meter. Ende Juni wurde sie bei der 3. Liga der Team-Europameisterschaft in Maribor in 11,62 s Zweite über 100 Meter hinter Alessandra Gasparelli aus San Marino und über 200 Meter in 23,58 s hinter der Isländerin Eir Hlésdóttir. Zudem wurde sie mit der 4-mal-100-Meter-Staffel disqualifiziert und gelangte mit der Mixed-4-mal-400-Meter-Staffel mit 3:29,57 min auf Rang vier. Anschließend belegte sie bei den Balkan-Meisterschaften in Volos in 11,62 s den sechsten Platz über 100 Meter und wurde in 23,93 s Fünfte im A-Lauf.
In den Jahren von 2021 bis 2023 und 2025 wurde Vəliyeva aserbaidschanische Meisterin im 100- und 200-Meter-Lauf sowie 2023 auch über 400 Meter. Zudem wurde sie 2020 und von 2022 bis 2024 Hallenmeisterin über 60 Meter und 200 Meter und 2019, 2024 und 2025 über 400 Meter.

## Persönliche Bestleistungen
- 100 Meter: 11,62 s (+0,1 m/s), 24. Juni 2025 in Maribor
  - 60 Meter (Halle): 7,52 s, 22. Februar 2025 in Baku
- 200 Meter: 23,58 s (+1,1 m/s), 25. Juni 2025 in Maribor (Landesrekord)
  - 200 Meter (Halle): 25,03 s, 28. Januar 2023 in Baku
- 400 Meter: 54,83 s, 2. August 2023 in Chengdu (Landesrekord)
  - 400 Meter (Halle): 55,78 s, 1. März 2025 in Öskemen (Landesrekord)